# Aschler Bach
Der Aschler Bach (in seinem Oberlauf auch Plattenbach, in seinem Unterlauf Gargazoner Bach genannt; italienisch rio Eschio) ist ein von links in die Etsch mündender Bach in den Sarntaler Alpen in Südtirol.
Der Name Gargazoner Bach (1027 Garganzano fluvio) leitet sich vom lateinischen Wort gurga für 'Wasserstrudel' ab.

## Geographie
Der Aschler Bach entspringt am Auener Jöchl auf dem Tschögglberg auf rund 1900 m Höhe. Auf seinem rund 13,3 km langen, ungefähr südwestlichen Weg ist er lange Grenze der Gemeinden Vöran, Mölten, Burgstall und Gargazon. An seinem Mittellauf fließt er am namensgebenden Weiler Aschl vorbei. Weiter bachabwärts erreicht ihn von rechts mit dem Vöraner Bach sein bedeutendster Zufluss. Bei Gargazon, dem einzigen vom Aschler Bach durchflossenen Dorf, erreicht er das Etschtal, wo er auf 255 m Höhe in die Etsch mündet.